# Storia dell'agricoltura italiana
La storia dell'agricoltura italiana inizia nel V millennio a.C.

## Preistoria
Diversi ritrovamenti archeologici mostrano che i primi insediamenti agricoli sono iniziati in Italia attorno al 5000 a.C. Gli archeologi hanno chiaramente identificato i percorsi seguiti dai primi contadini dell'Anatolia che diffusero la rivoluzione neolitica in tutto il continente europeo, in primo luogo sulla costa mediterranea e lungo il Danubio. Inizialmente giunsero in Sicilia via mare, dove fondarono villaggi agricoli affini a quelli della Mezzaluna Fertile (Anatolia, Siria, Israele, le valli del Tigri e dell'Eufrate).
Più tardi, dopo aver attraversato l'arco Alpino, i contadini venuti dal Danubio, costruirono villaggi con le stesse caratteristiche di quelli del Neolitico nei Balcani, che, nello spazio di un millennio registrarono notevoli sviluppi.

## Storia antica
Nell'età del bronzo, tutta la pianura padana fu colonizzata grazie alle cosiddette "terramare", abitazioni simili a palafitte.
Questi abitanti avevano perfezionato i metodi di coltivazione e di allevamento adottati nel periodo neolitico, rimasti sostanzialmente gli stessi fino al Medioevo.
Nell'età del ferro, l'Italia divenne il centro della Repubblica e dell'Impero Romano. L'Oriente aveva sviluppato grandi imperi basati sulla coltivazione di cereali, principalmente frumento e orzo: Roma, che si impose al centro della penisola, ha conquistato molte delle grandi pianure del mondo allora conosciuto, assegnando a ciascuna di esse una specifica funzione in base ai suoi piani di dominazione economica e militare.
I Paesi i cui confini non sono stati minacciati da nemici potenti vennero sfruttati per alimentare la popolazione di Roma, "ventre" dell'Impero, dove centinaia di migliaia di ex-contadini guerrieri, spogliati dei loro terreni da parte dell'aristocrazia e della classe mercantile, rivendicavano il loro diritto di ricevere, come cittadini dello Stato, panem et circenses. Paesi vicini ai confini minacciati, come il Reno e il Danubio, erano responsabili per la produzione del grano necessario ad alimentare le legioni accampate ai margini, come nel caso della Francia.
Per soddisfare l'alta domanda di beni alimentari proveniente dalle zone centrali dell'impero, e dalla stessa Roma, soprattutto da parte delle classi più abbienti, vennero sviluppate le prime tecniche di coltura, frutta e verdura, di allevamento, suini, ovini, pollame, a carattere pre-industriale. Analizzando le caratteristiche di questa agricoltura, progettata per soddisfare la forte domanda, sia in termini di quantità che di qualità, lo spagnolo Lucio Giunio Moderato Columella, titolare dei vigneti tra i "Castelli Romani", scrisse il primo trattato scientifico inerente alle tecniche dell'agricoltura nel mondo occidentale.

## Storia medievale
Dopo la fine dell'Impero, e per quasi mille anni, l'agricoltura e l'economia vissero un periodo di regressione tecnologica, più vicina a quella dell'età del bronzo sia in Grecia che nelle regioni dell'Italia Romana. La produttività si ridusse, ma la popolazione rurale, abitante in piccoli villaggi sparsi in un territorio di boschi e paludi, riuscì comunque a ricavare una parte significativa del loro sostentamento da habitat naturali, come prati e paludi: carne, pesce, miele, pellicce, tessuti.
Verso la fine del Medioevo, quando si svilupparono in Europa le prime compagnie dell'artigianato e del commercio, nuovi sistemi agricoli comparvero nelle Fiandre, in Val Padana e nelle pianure minori del centro Italia. Nella Pianura Padana si è assistito allo sviluppo di un nuovo sistema di relazioni tra uomo e risorse naturali e di un'agricoltura basata sull'irrigazione. Naturalmente, in Medio Oriente, l'irrigazione ha consentito, migliaia di anni fa, un'enorme produzione di grano su un terreno che è poi divenuto deserto a causa dello sfruttamento. L'agricoltura tardo medievale italiana era basata su un allevamento particolarmente intensivo, e sulla produzione di materie tessili, frutta e verdura su larga scala.

## Storia moderna
Favorite dall'abbondanza di cibo, le città italiane divennero l'area di maggiore esportazione di tutti i prodotti più ricercati del momento: lana, armi, vetro, formaggio di una qualità inimitabile, e in grado di conservarsi per lunghi periodi. Purtroppo questa straordinaria ricchezza delle città italiane, non venne adeguatamente protetta da una forza politica e militare proporzionate all' opulenza delle città, per cui stimolò l'invidia delle due maggiori potenze dell'epoca, Francia e Spagna, che inviarono i loro eserciti. Per due secoli, i campi fertili della penisola divennero campi di battaglia, trasformarono uno dei più ricchi paesi del continente in una terra di miseria economica e civile, di cui le cronache del Seicento ci portano testimonianza.
Durante l'Illuminismo, l'agricoltura lombarda riprese la sua crescita aumentando la ricchezza delle campagne che circondavano Milano, con prodotti quali formaggio e seta, rendendo questa città una delle più ricche in Europa, divenendo una delle grandi capitali culturali di questo straordinario periodo della storia europea.

## Storia contemporanea
Il XIX secolo fu il periodo del "Risorgimento", un movimento al quale le classi contadine non presero parte. Questo movimento si tradusse in una forma di governo in cui i proprietari terrieri, i beneficiari di un'agricoltura arretrata, erano maggioranza, per cui colsero l'occasione per sfruttare a proprio vantaggio la condizione della classe contadina per rafforzare i propri privilegi. Alla fine del secolo, possiamo dire che scaricare i costi della crisi agraria sui coltivatori fu l'unica preoccupazione dei primi parlamenti unitari.
Il periodo straordinario che inizia alla fine del secolo, con i governi di Giovanni Giolitti, aprirono l'Italia a nuovi orizzonti di progresso economico e sociale, progresso interrotto troppo presto dalla Grande Guerra e seguito da un lungo periodo di stagnazione politica. Questo convinse le sempre potenti famiglie dei grandi proprietari terrieri a far ricorso al fascismo, con una politica agricola mirata ad aumentare la produzione di grano per fornire l'energia necessaria alla risurrezione degli splendori dell'antica Roma. Tutti gli altri aspetti del progresso agricolo vennero completamente ignorati.
Alla fine della seconda guerra mondiale, la produzione alimentare nel paese non poteva contare che su un'agricoltura più arretrata, ostacolata anche dai danni prodotti dalla guerra. In quel periodo divenne ministro dell'agricoltura Giuseppe Medici, celebre agronomo e uomo di stato di caratura internazionale. Anche grazie ai suoi interventi, l'Italia fu il primo paese ad ospitare una conferenza internazionale di ricercatori agricoli, conferenza che consentì la creazione di collegamenti tra programmi di ricerca in grado di aumentare le interazioni e gli scambi, al fine di aumentare l'efficienza produttiva in agricoltura. 

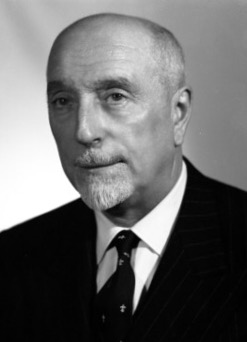
Giuseppe Medici, più volte ministro dell'agricoltura

Nei trent' anni che seguirono la guerra si ebbe la nascita, nella nostra penisola, di una generazione di grandi agronomi, scienziati impegnati sul territorio al di fuori dei tradizionali schemi. In Europa vennero completamente rinnovate le tecniche agricole e create le prime imprese di allevamento di bestiame sul modello americano, basato sulla coltura del granturco ibrido, si delineò un quadro produttivo completamente nuovo nel settore della frutta e della viticoltura, che sarà poi in grado di competere, nei decenni successivi, con l'agricoltura francese.
Questa "età dell'oro" termina bruscamente nel 1980: i radicali cambiamenti della politica agricola della Comunità europea furono il primo colpo. Successivamente, scomparsa la metà dei terreni agricoli, abbandonati a causa della cementificazione, si ridusse notevolmente il potenziale produttivo di una delle pianure più fertili del continente. Più di recente, il movimento ambientalista, il più radicale in Europa, chiese alla classe politica la fine della ricerca agricola all'avanguardia. L'Italia si ritrova costretta a produrre su una superficie ridotta, con mezzi sempre più obsoleti. A Roma, il dibattito sul futuro dell'agricoltura nazionale si rese confuso e incomprensibile.

Distribuzione delle coltivazioni in Italia nel 1990 per tipo di coltura
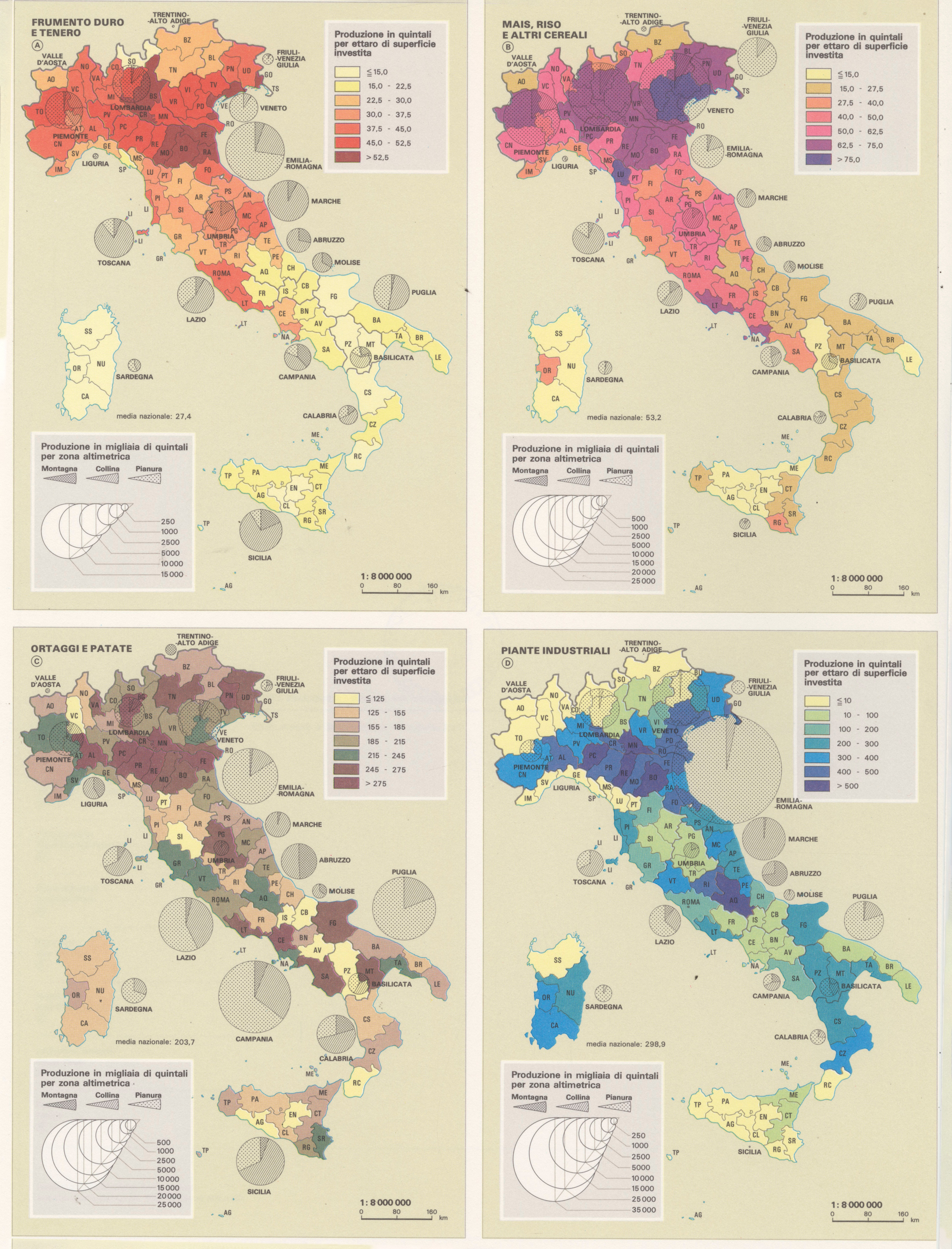
A) Frumento duro e tenero. B) Mais, riso e altri cereali. C) Ortaggi e patate. D) Piante industriali.
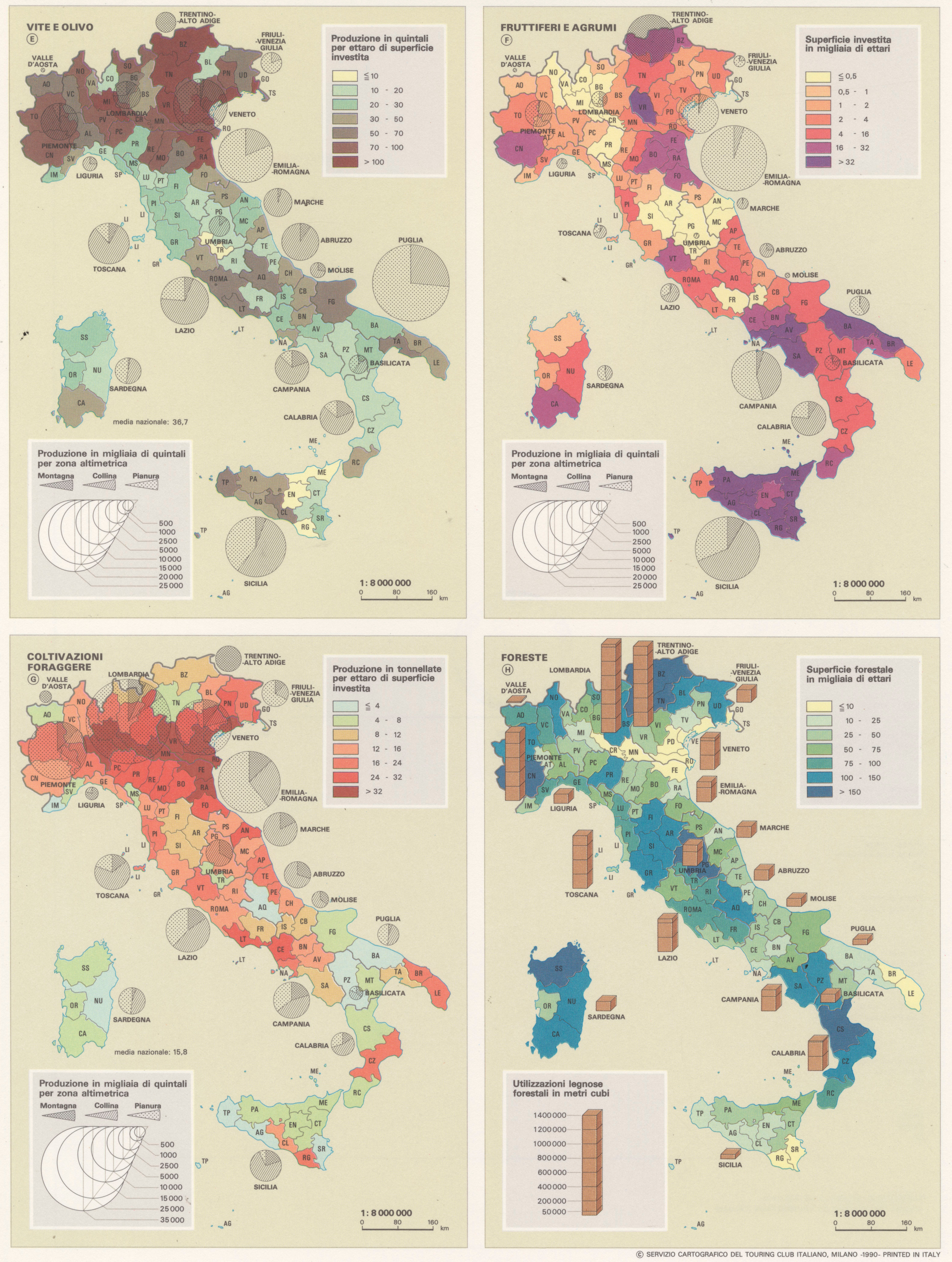
E) Vite e olivo. F) Fruttiferi e agrumi. G) Coltivazioni foraggere. H) Foreste.

## Dati

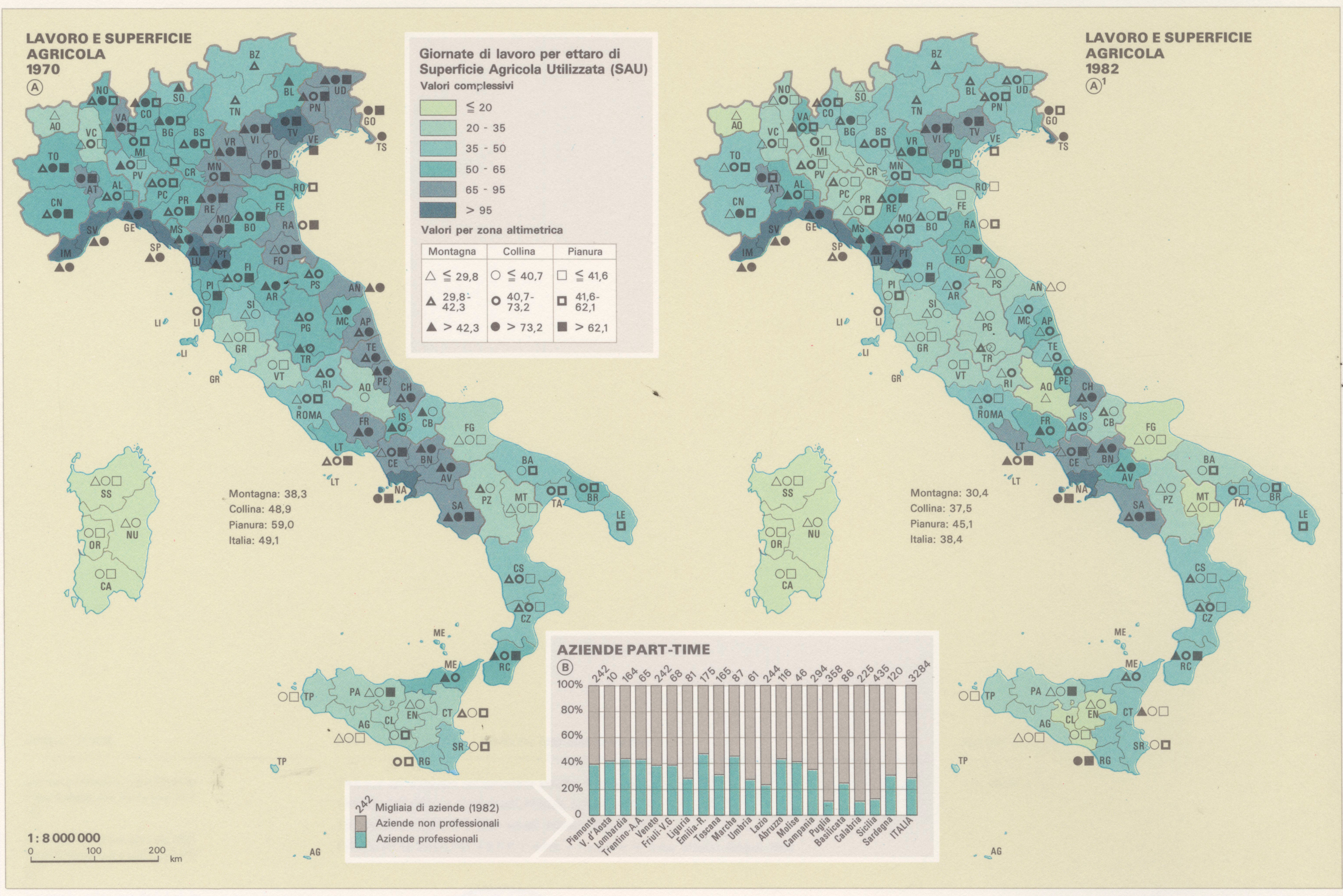
Lavoro e superficie agricola nel 1970 e 1982. La tavola fa parte dell'Atlante Tematico realizzato dall'Ufficio Cartografico del TCI con il CNR - Consiglio Nazionale delle Ricerche (1989-1992).

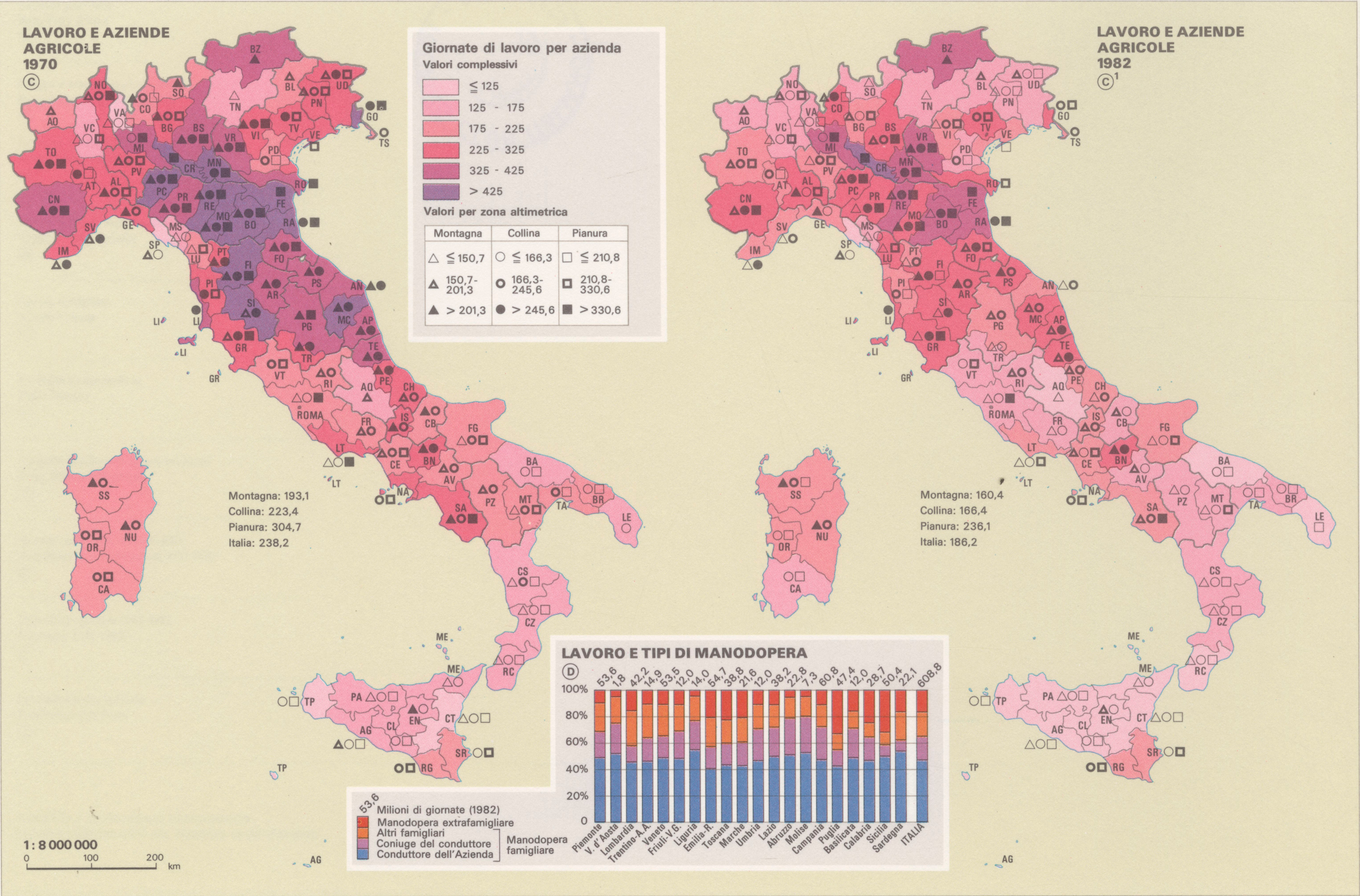
Lavoro e aziende agricole nel 1970 e 1982: giornate di lavoro per azienda e (in basso) tipi di manodopera.

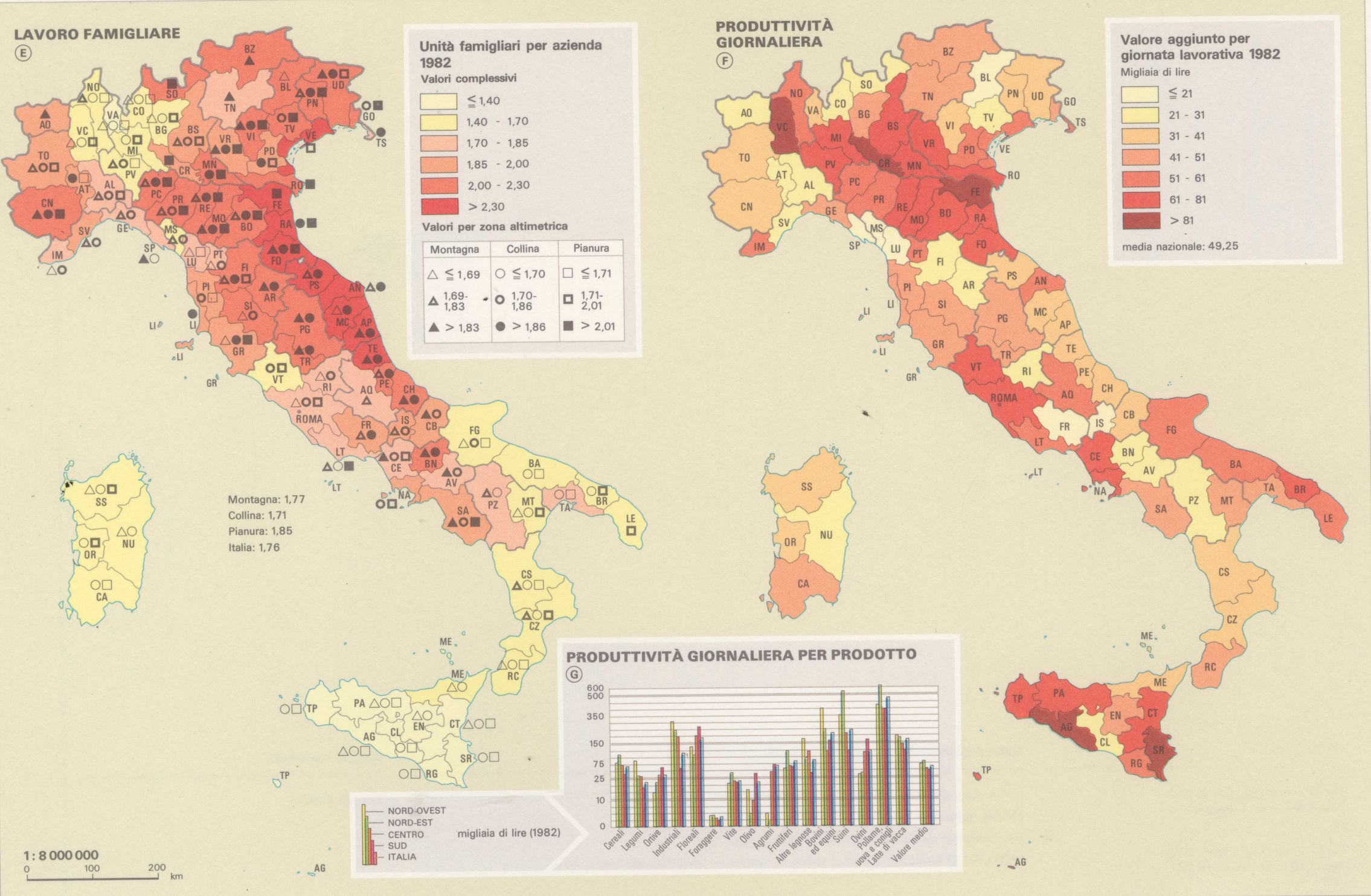
Agricoltura in Italia nel 1990. A sinistra: lavoro famigliare. A destra: produttività giornaliera. In basso: produttività giornaliera per prodotto.

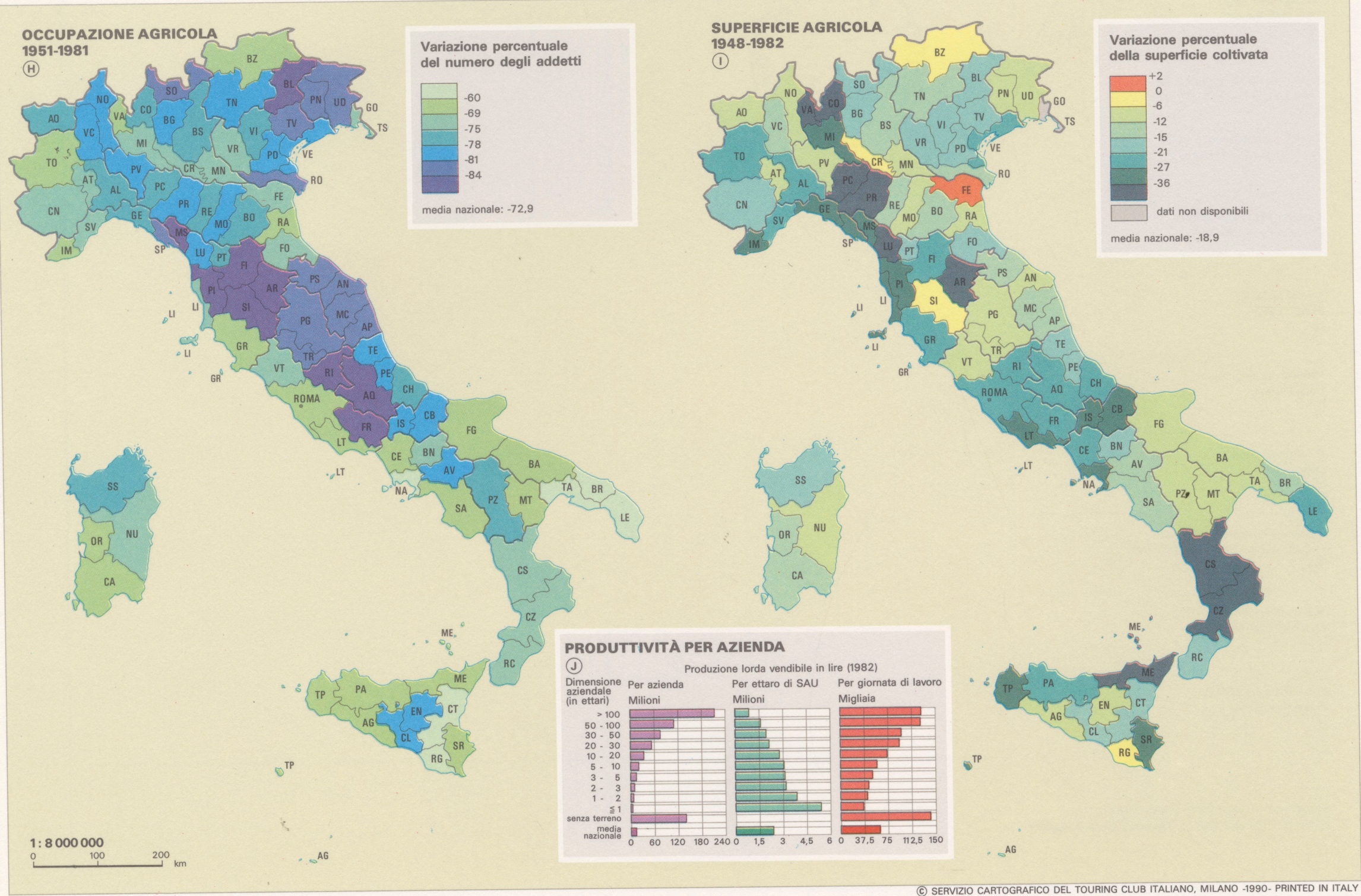
Occupazione agricola 1951-1981 (sinistra). Superficie agricola 1948-1982 (destra). Produttività per azienda (in basso).

Di seguito sono riportati i dati relativi alla superficie (in ettari) delle aziende agricole per le regioni italiane.

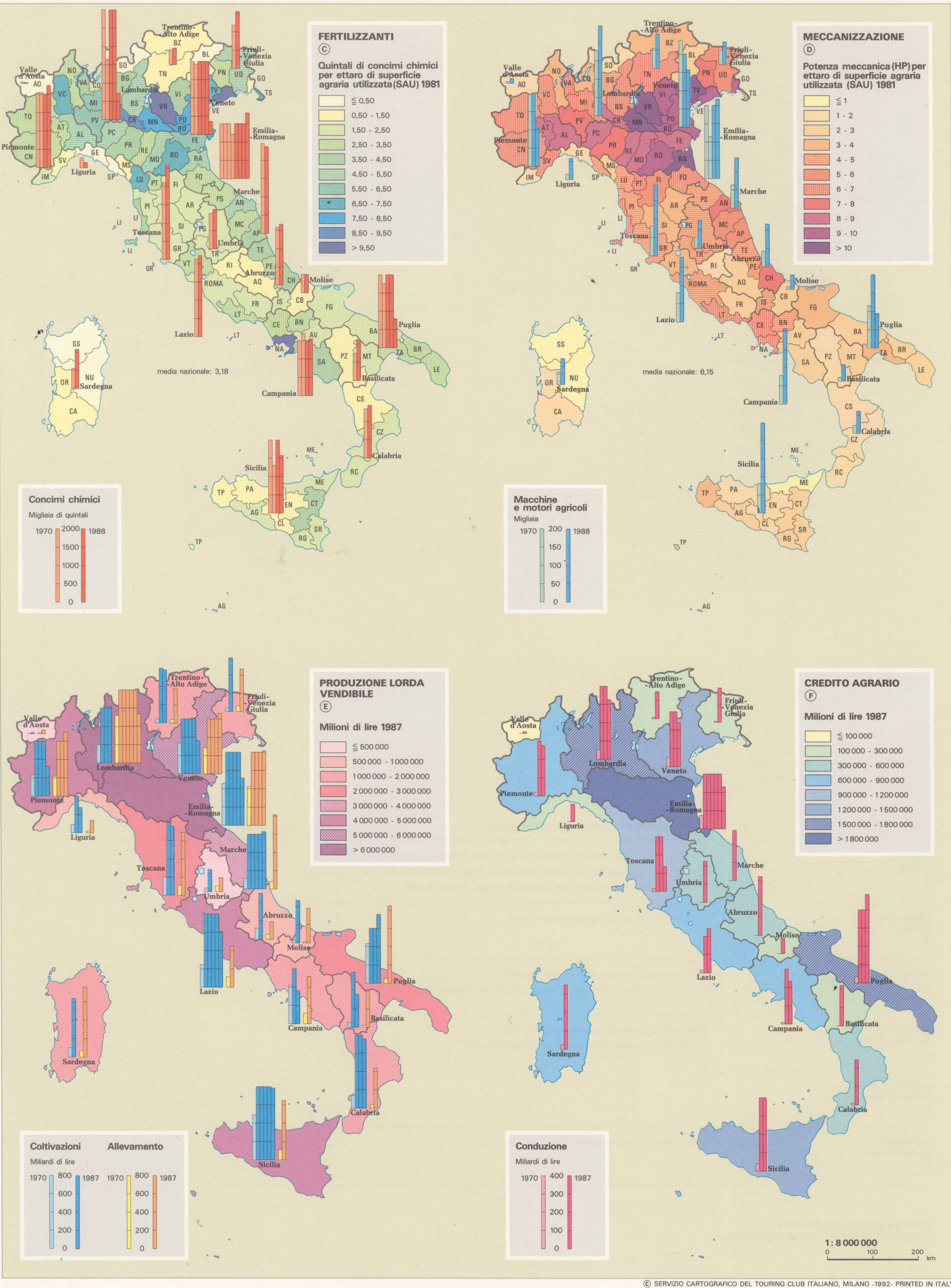
Fertilizzanti (1981), Meccanizzazione agraria (1981), produzione lorda vendibile (1987), credito agrario (1987)
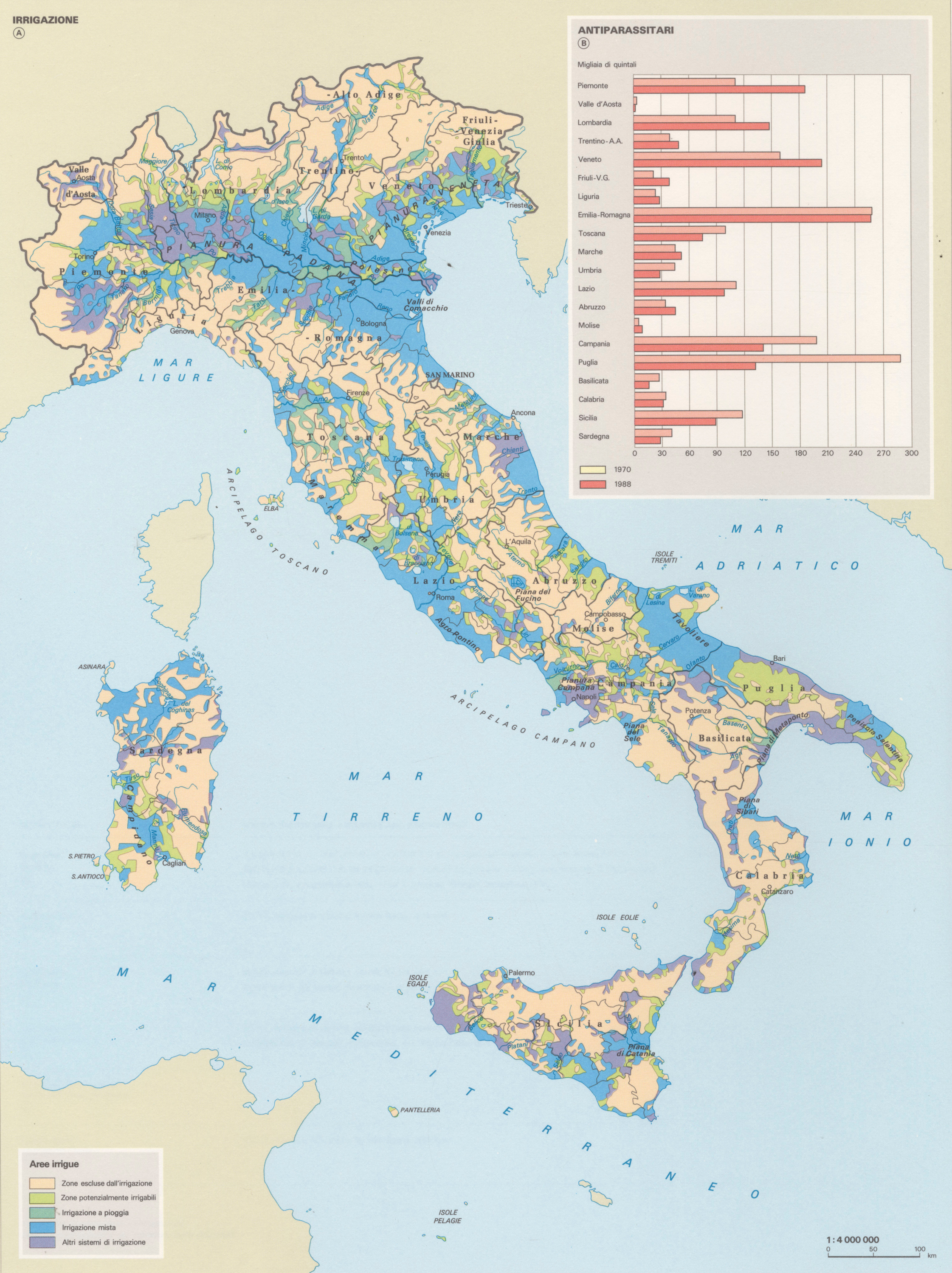
Diffusione dell'irrigazione e, nel riquadro, uso di antiparassitari per regione (1970 e 1988)

| Territorio            | 1999       | 2003       | 2005       | 2007       |
| --------------------- | ---------- | ---------- | ---------- | ---------- |
| Piemonte              | 1.533.894  | 1.467.267  | 1.459.843  | 1.403.893  |
| Valle D'Aosta         | 135.927    | 127.458    | 159.842    | 147.741    |
| Lombardia             | 1.392.331  | 1.235.447  | 1.355.039  | 1.258.471  |
| Liguria               | 184.884    | 138.509    | 153.851    | 135.065    |
| Trentino Alto Adige   | 999.714    | 991.674    | 987.294    | 983.005    |
| Bolzano - Bozen       | 558.442    | 551.503    | 554.969    | 549.966    |
| Trento                | 441.272    | 440.170    | 432.325    | 433.039    |
| Veneto                | 1.067.788  | 1.171.604  | 1.170.343  | 1.121.386  |
| Friuli Venezia Giulia | 386.922    | 299.603    | 392.692    | 361.868    |
| Emilia Romagna        | 1.576.967  | 1.368.911  | 1.440.156  | 1.340.654  |
| Toscana               | 1.664.674  | 1.495.329  | 1.543.548  | 1.458.301  |
| Umbria                | 588.372    | 634.615    | 622.100    | 585.144    |
| Marche                | 818.809    | 686.552    | 694.702    | 671.481    |
| Lazio                 | 1.128.164  | 1.024.701  | 1.020.391  | 940.447    |
| Abruzzo               | 753.945    | 623.341    | 640.545    | 657.272    |
| Molise                | 316.797    | 261.876    | 281.762    | 265.463    |
| Campania              | 839.235    | 769.198    | 822.277    | 777.493    |
| Puglia                | 1.547.972  | 1.377.721  | 1.342.587  | 1.317.444  |
| Basilicata            | 748.278    | 702.417    | 694.127    | 715.784    |
| Calabria              | 837.877    | 781.893    | 822.403    | 757.943    |
| Sicilia               | 1.739.829  | 1.459.612  | 1.426.513  | 1.415.233  |
| Sardegna              | 1.901.397  | 1.614.842  | 1.586.844  | 1.527.457  |
| Nord-Ovest            | 3.247.036  | 2.968.681  | 3.128.575  | 2.945.170  |
| Nord-Est              | 4.031.391  | 3.831.791  | 3.990.485  | 3.806.913  |
| Centro                | 4.200.019  | 3.841.197  | 3.880.742  | 3.655.373  |
| Sud                   | 5.044.104  | 4.516.447  | 4.603.701  | 4.491.399  |
| Isole                 | 3.641.226  | 3.074.455  | 3.013.356  | 2.942.690  |
| Italia                | 20.163.776 | 18.232.570 | 18.616.859 | 17.841.544 |

- Fertilizzanti (1981), Meccanizzazione agraria (1981), produzione lorda vendibile (1987), credito agrario (1987)[4]
- Diffusione dell'irrigazione e, nel riquadro, uso di antiparassitari per regione (1970 e 1988)[4]